# Morsztyn Hrabia
Morsztyn (Morstin, Morstein, Morrinstein, Mondsztern) – polski herb hrabiowski, odmiana herbu Leliwa, uznany w Królestwie Polskim.

## Opis herbu
Opis zgodnie z klasycznymi regułami blazonowania:
W polu błękitnym – nad złotym półksiężycem sześciopromienna gwiazda złota. Nad koroną hrabiowską i hełmem ukoronowanym klejnot: na ogonie pawim półksiężyc z gwiazdą.

## Najwcześniejsze wzmianki
Według Ostrowskiego herb krakowskiej rodziny mieszczańskiej, pochodzącej z Bawarii, nobilitowanej w 1492. Pierwszym znanym przodkiem tej rodziny miał być Bartko Morrinstein w XIV w. Dwie gałęzie Morsztynów, pochodzące od synów starosty filipowskiego Krzysztofa (żyjącego w XVII w.) miały ulec zniemczeniu i używać w Prusach innej odmiany herbu: srebrnej Leliwy w polu czarnym.
Bracia Ludwik (1782-1865) i Filip (1784-1823) Morsztynowie otrzymali w 1822 od Deputacji Senatu Królestwa Polskiego uznanie tytułów hrabiowskich. Ludwik Morsztyn i potomkowie jego brata Filipa wylegitymowali się w Królestwie Polskim w 1837 i 1860, jako szlachta (bez tytułu). Według informacji podanej przez Adama Amilkara Kosińskiego przodek Morsztynów miał otrzymać tytuł hrabiowski od cesarza Karola VI w nominacji na kapitana gwardii w 1742, zaś Ludwik i Filip mieli rzekomo być zapisani z tym tytułem w Królestwie Galicji i Lodomerii.
29 lipca 1915 (dyplom z 19 maja 1916) Henrykowi (1859-1922), Tadeuszowi (1866-1937) i ich bratankowi – Ludwikowi Morstinom (1886-1966) zatwierdzono tytuł hrabiego wraz z herbem w Galicji oraz prawem do nazwiska "Graf von Morstin auf Raciborsko des Wappen Leliwa". Według podania do austriackiej Heroldii, przodkiem Henryka i Tadeusza oraz Ludwika, był Ludwik Morsztyn (1782-1865), który miał być uprawniony do rosyjskiego tytułu na podstawie listy z 1824, co nie było zgodne z odpowiedzią wyjaśniającą Rządzącego Senatu w Petersburgu.

## Herbowni
Jedna rodzina herbownych (herb własny):
- hrabia Morsztyn (Królestwo Polskie), Graf von Morstin auf (na) Raciborsko (Galicja).